# Nivigne et Suran
Nivigne et Suran ist eine französische Gemeinde mit 822 Einwohnern (Stand: 1. Januar 2022) im Département Ain in der Region Auvergne-Rhône-Alpes. Sie gehört zum Arrondissement Bourg-en-Bresse und zum Gemeindeverband Communauté d’agglomération du Bassin de Bourg-en-Bresse.

## Geografie
Die Gemeinde Nivigne et Suran liegt in den südwestlichsten Ausläufern des Juras im Revermont am Fluss Suran, der Nivigne et Suran von Norden nach Süden durchfließt, etwa 15 Kilometer ostnordöstlich von Bourg-en-Bresse und an der Grenze zum Département Jura. Das knapp 31 km² große Gemeindegebiet nimmt einen Teil des Surantales ein, das im Westen vom Bergmassiv Mont Nivigne begleitet wird. Hier wird mit 761 Meter über dem Meer der höchste Punkt der Gemeinde erreicht, während  östlich des Surantales die bewaldeten Höhen noch 550 Meter über dem Meer erreichen.

### Nachbargemeinden
Umgeben ist Nivigne et Suran von den sieben Nachbargemeinden
| Val Suran     | Pouillat Montfleur                          |             |
| Val-Revermont | Kompassrose, die auf Nachbargemeinden zeigt | Aromas      |
|               | Simandre-sur-Suran                          | Corveissiat |

## Geschichte
Die Gemeinde Nivigne et Suran entstand als Commune nouvelle mit Wirkung vom 1. Januar 2017 aus dem Zusammenschluss der ehemaligen Gemeinden Chavannes-sur-Suran und Germagnat, die in der neuen Gemeinde den Status einer Commune déléguée haben. Der Sitz der Gemeinde befindet sich in Chavannes-sur-Suran.

### Bevölkerungsentwicklung
| Jahr                                                                  | 1962 | 1968 | 1975 | 1982 | 1990 | 1999 | 2011 | 2021 |
| Einwohner                                                             | 571  | 499  | 441  | 483  | 505  | 577  | 784  | 832  |
| Quellen: Cassini und INSEE (bis 2011 Addition der Vorgängergemeinden) |      |      |      |      |      |      |      |      |

## Sehenswürdigkeiten
- Kirche Saint-Pierre in Chavannes-sur-Suran, seit 1946 Monument historique
- Gotische Kirche Saint-Germain in Germagnat
- Schloss Rosy aus dem 16. Jahrhundert
- Reste der Burg Toulongeon (Sitz des früheren Adelsgeschlechts Toulongeon)
- Wassermühle in Germagnat
- Grotte à l’Ours
- Grotte de la Cabatane

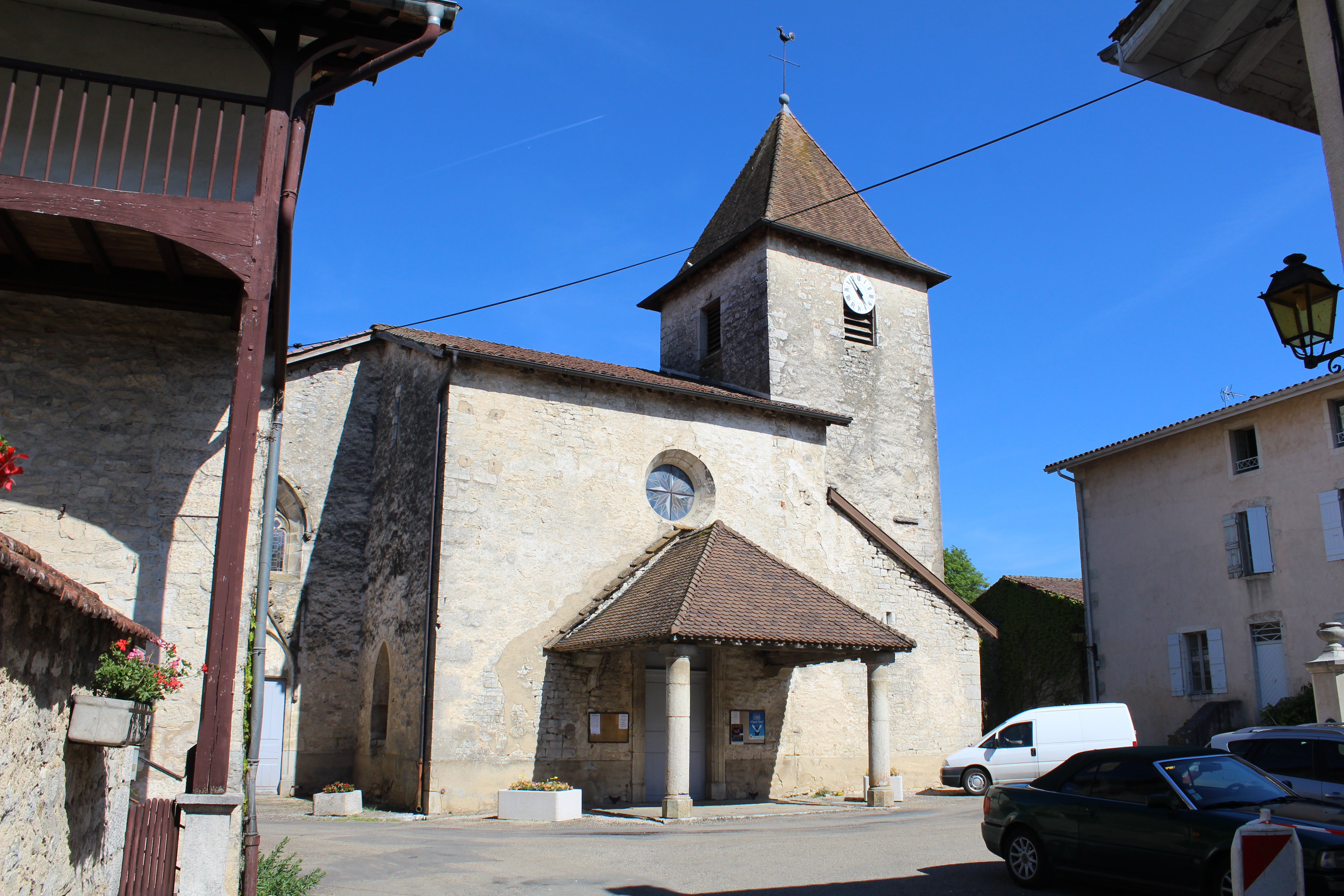
Kirche Saint-Pierre
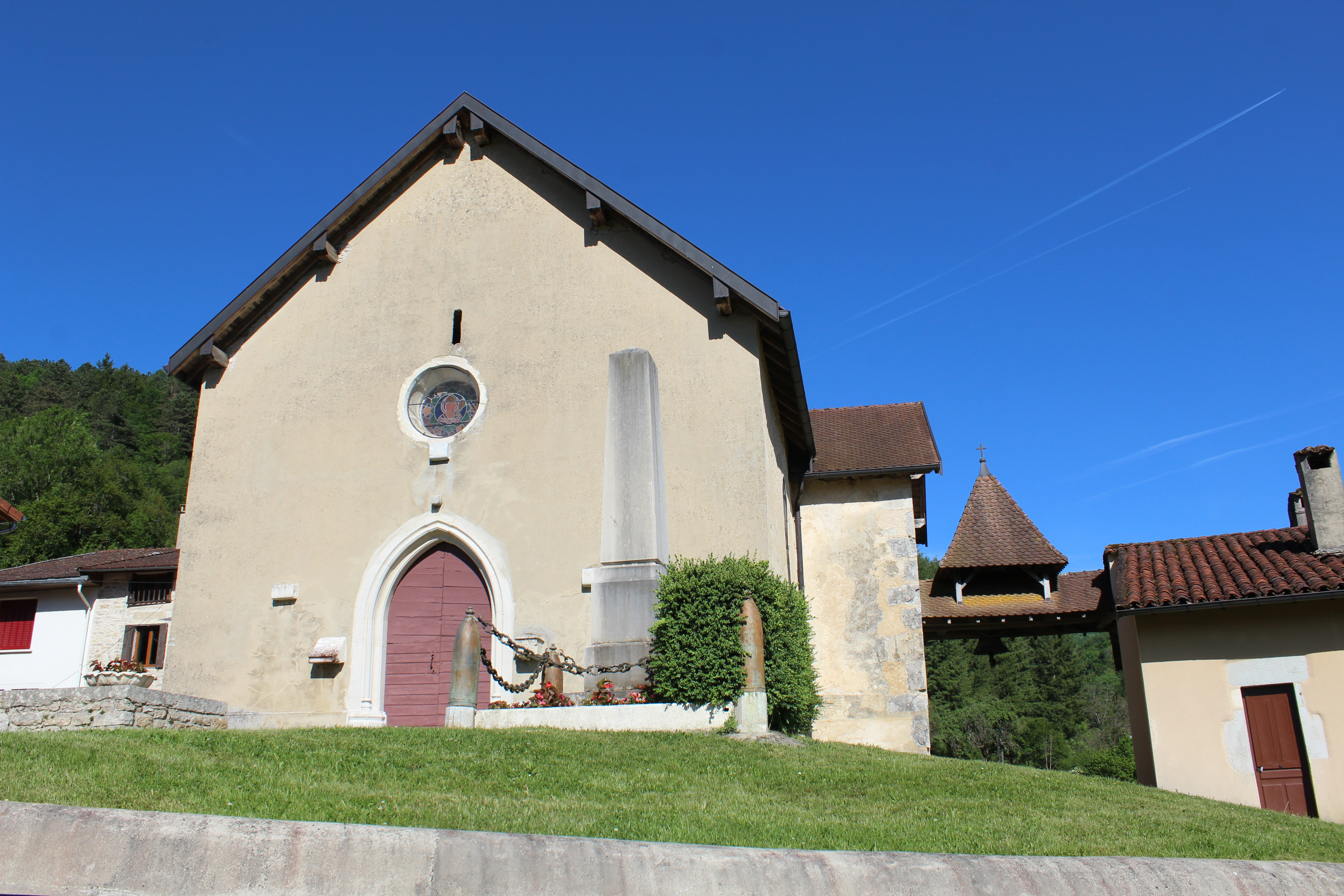
Kirche Saint-Germain
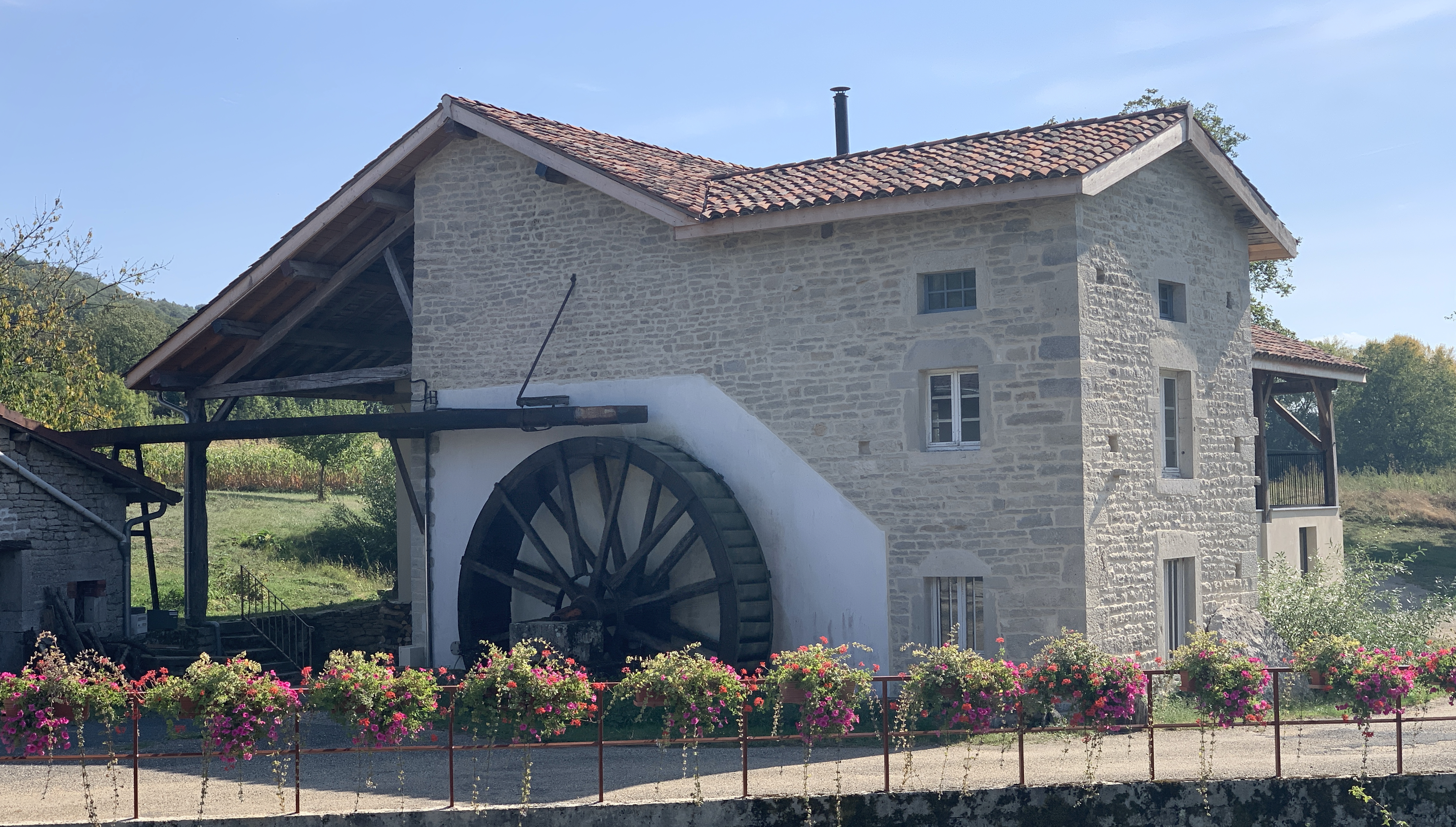
Wassermühle
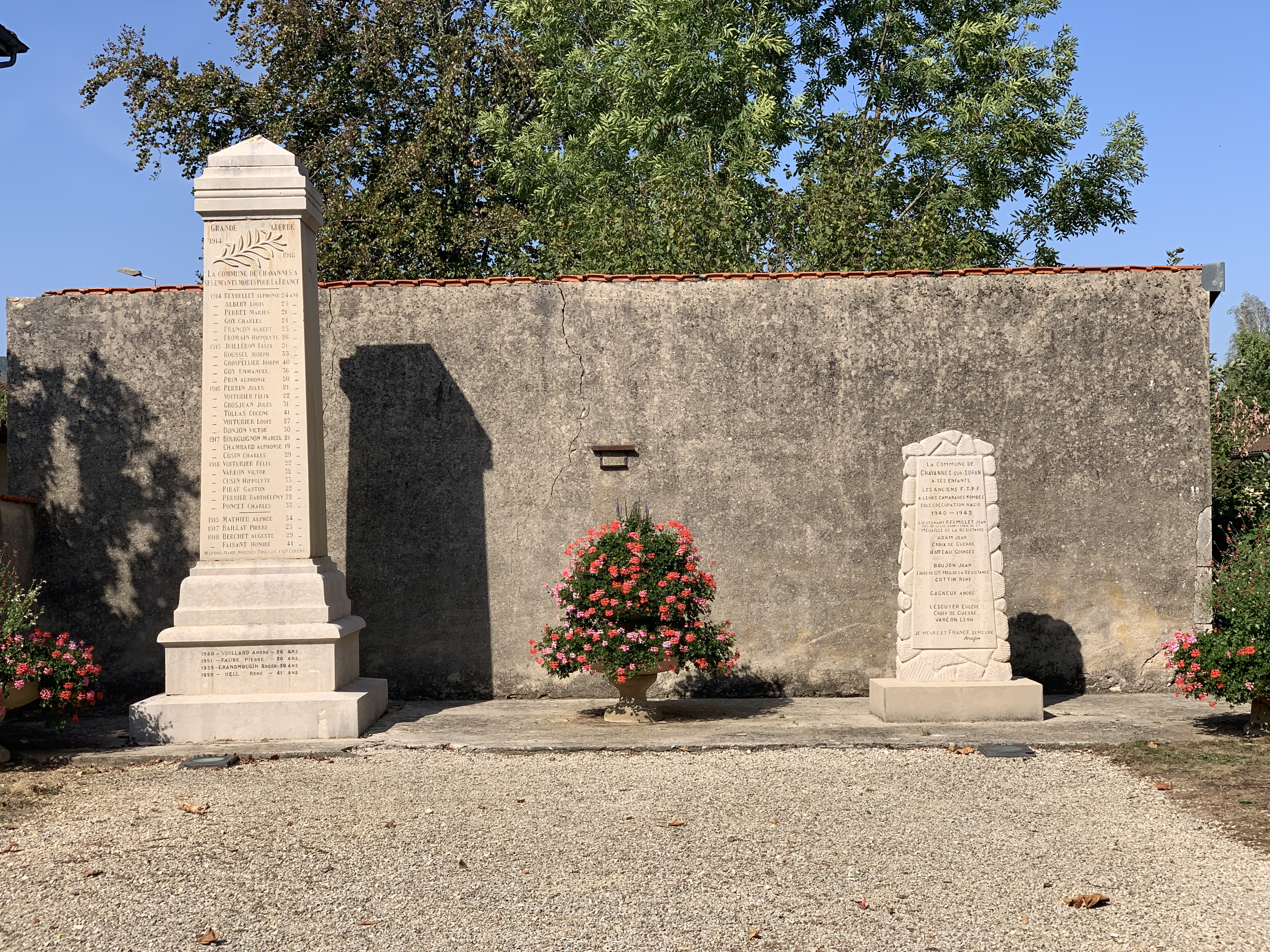
Gefallenen- und Résistancedenkmal